# Ecclisopteryx madida
Ecclisopteryx madida är en nattsländeart som först beskrevs av Mclachlan 1867.  Ecclisopteryx madida ingår i släktet Ecclisopteryx och familjen husmasknattsländor. Inga underarter finns listade i Catalogue of Life.